# Lichtenbusch
Ne doit pas être confondu avec Lichtenbusch (Belgique).
Lichtenbusch est une section de la ville d'Aix-la-Chapelle. On y trouve une chapelle. La section se trouve près de la frontière belge et se divise en une partie belge et une partie allemande:
- La partie allemande appartient depuis la constitution du 1er novembre 1922 à Aix-la-Chapelle et depuis la réorganisation municipale 1972 de la municipalité Kornelimünster / Walheim.
- La partie belge appartient depuis 1956 à la commune de Raeren à la Communauté germanophone à l'est de la Belgique.